# (464011) 2014 WE107
(464011) 2014 WE107 es un asteroide perteneciente al cinturón de asteroides, descubierto el 11 de enero de 2008 por el equipo Spacewatch desde el Observatorio Nacional de Kitt Peak (Arizona, Estados Unidos).